# Musée Dupuytren
 (février 2021).
Si vous disposez d'ouvrages ou d'articles de référence ou si vous connaissez des sites web de qualité traitant du thème abordé ici, merci de compléter l'article en donnant les références utiles à sa vérifiabilité et en les liant à la section « Notes et références ».
Le musée Dupuytren est un ancien musée d'anatomie pathologique de Paris créé en 1835 par Mathieu Orfila. Il se trouvait au 15 rue de l'École-de-Médecine, au sein de l'ancien couvent des Cordeliers, l'enceinte de ce qui fut longtemps la Faculté de médecine de Paris, aujourd'hui occupé par la faculté de santé de l'université Paris-Cité. Il a été nommé en l'honneur de l'anatomiste et chirurgien français Guillaume Dupuytren.
Ses collections ont été transférées au sein de réserves adaptées sur le site de Jussieu de l'université Pierre-et-Marie-Curie, actuelle faculté des sciences de Sorbonne Université, en mars 2016.

## Historique
C'est en 1835 que fut fondé le musée Dupuytren. Sa création a été contemporaine de l'institution de la chaire d'anatomie pathologique de la faculté de médecine de Paris.
Guillaume Dupuytren, professeur de médecine opératoire à la faculté de médecine de Paris, avait destiné une partie de sa fortune à l'instauration d'une chaire d'anatomie pathologique. Bien que très important, le legs n'était pas suffisant pour permettre l'institution d'une chaire, et le doyen Orfila persuada Dupuytren de consacrer son legs à la création d'un musée d'anatomie pathologique, s'engageant par ailleurs à faire financer par le gouvernement la chaire d'anatomie pathologique dont la nécessité était manifeste. L'année même de la mort de Dupuytren, la chaire fut créée pour son élève Jean Cruveilhier (1791-1874) et le musée Dupuytren fut installé dans le réfectoire du couvent des Cordeliers ; il avait été utilisé pendant la révolution comme lieu de réunions politiques, connu sous le nom de Club des Cordeliers.
Le fonds initial du musée fut constitué avec diverses pièces, dont certaines provenaient du Collège royal de chirurgie, tandis que d'autres avaient été présentées à la Société anatomique de Paris durant le premier quart du XIXe siècle à l'époque où Dupuytren et Laennec s'en partageaient la présidence.

### Catalogues

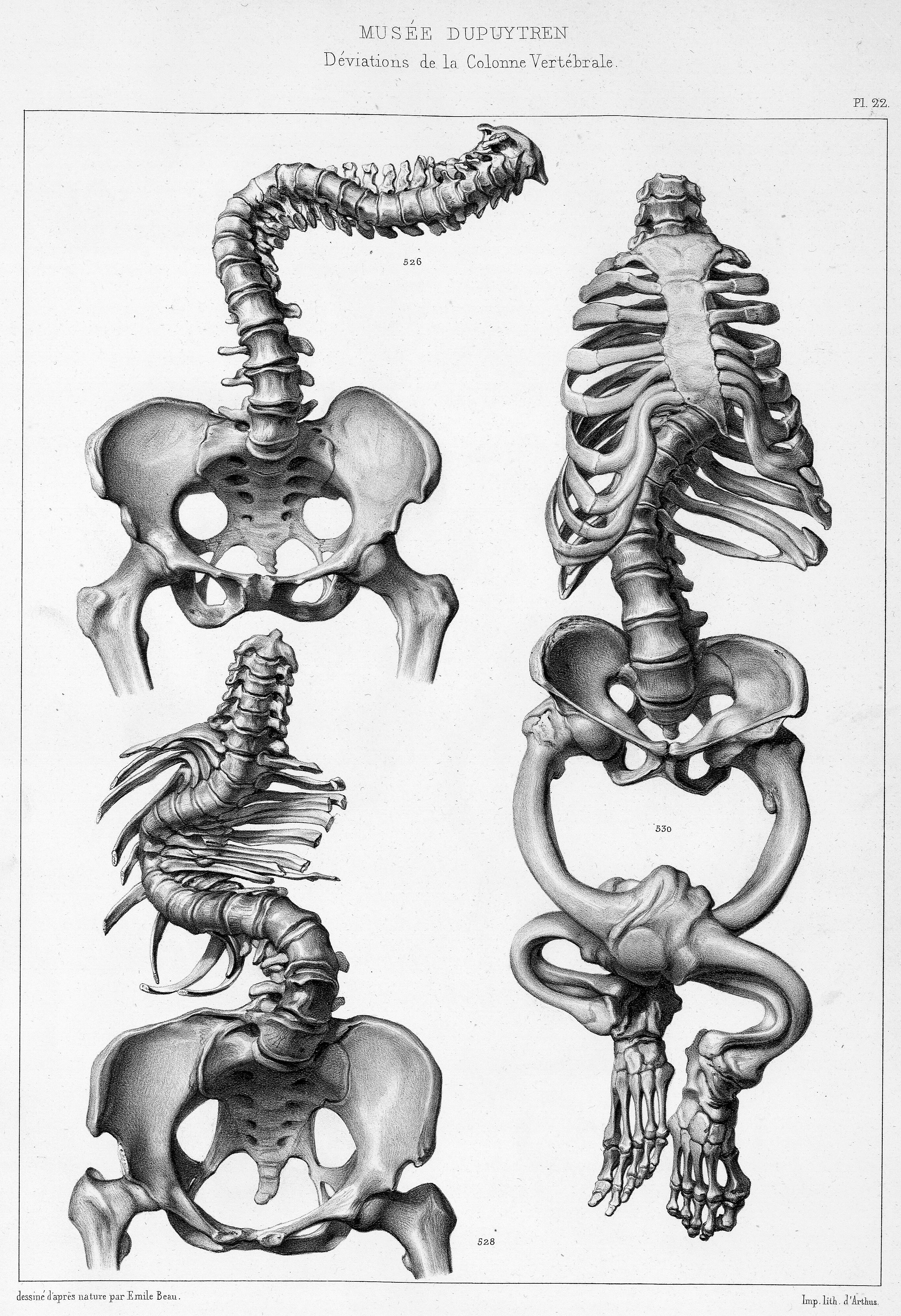
Planche tirée du catalogue de 1842.

Le premier catalogue du musée rédigé par Charles-Pierre Denonvilliers et Lacroix, entre 1836 et 1842, recensait un millier de pièces. En 1877, Houel publia un nouveau catalogue descriptif en cinq tomes, accompagnés de quatre atlas illustrés de photographies qui recensait alors 6 000 pièces. Le catalogue resta incomplet, le tome VI consacré à la tératologie ne fut jamais publié. L'entreprise de Houel, qui marque sans doute l'apogée du musée, coïncida avec le début de son déclin. En 1877, en effet, l'anatomie pathologique macroscopique avait perdu beaucoup de son importance dans la recherche médicale et cédait le pas à l'histopathologie, à la microbiologie et à l'immunologie naissante.

### Le déclin
Le musée commença à péricliter, malgré l'apport de certaines collections, comme celle des pièces osseuses d'Odilon Lannelongue et son entretien devint de plus en plus problématique.
En 1937, Gustave Roussy, bien qu'il fût le titulaire de la chaire d'anatomie pathologique, dut prendre, en tant que doyen, la décision d'évacuer le musée Dupuytren devenu dangereux. Les vitrines du musée furent démontées et les pièces entassées dans des caves situées au voisinage de la chaufferie, où elles se couvrirent peu à peu d'une épaisse poussière de charbon. Il en résulta des destructions et des disparitions multiples, et le fonds subit des dégâts irréparables.

### La réinstallation
La décision de réinstaller le musée en 1967 dans les locaux de l'ancienne faculté de médecine fut prise par Jacques Delarue dernier titulaire de la chaire, à l'instigation de son agrégé René Abelanet, actuel conservateur honoraire du musée Dupuytren, après en avoir été le conservateur pendant 25 ans. Une grande partie des pièces rescapées furent disposées dans des vitrines modernes, une partie des pièces osseuses allant à l'hôpital Cochin où René Abelanet était chef de service. On profita de cette occasion pour joindre au musée les pièces rassemblées par Antonin Gosset à la clinique chirurgicale de la Pitié-Salpétrière. Deux pièces attenantes à la salle d'exposition, reçurent les archives de la Société anatomique de Paris et ce qui restait de sa bibliothèque, ainsi que le fonds Dejerine.

### Aujourd'hui
Le musée est fermé depuis 2016, date du transfert de ses collections au sein de réserves adaptées sur le site de l'université des sciences Pierre et Marie Curie de Jussieu.
Depuis novembre 2017, une nouvelle responsable des collections médicales a été nommée, une grande campagne de récolement de toutes les pièces a été démarrée ainsi qu'une prise en considération de l'état de conservation de chaque pièce ainsi que la préparation de futures étapes de valorisation et diffusion autour et sur les collections.
Les collections se nomment désormais : "Les collections médicales et d'anatomie pathologique" de Sorbonne université et englobent la diversité des fonds tel que ceux de l'ancien musée Dupuytren , les collections de la fondation Jules et Augusta Dejerine (comprenant notamment une partie du fonds Bourneville), la collection du laboratoire de parasitologie de la faculté de médecine de Paris (celle initiée par Raphaël Blanchard, celle d'Odilon Lannelongue, d'Antonin Gosset, le Musée Pierre Cernéa (dédié à la stomatologie), le fonds Maurice Chevassu (urologie) etc.
L'accès est toujours possible, mais uniquement sur dérogation et par demande motivée pour les chercheurs, enseignants-chercheurs et étudiants dans le champ des sciences médicales, du patrimoine ou des arts.
De nombreux projets de gestion, mais également de conservation et de valorisation sont désormais à l’œuvre. Pour l'exemple, entre 2022 et 2023, un projet de reconstitution du visage d’un soldat napoléonien, mort des suite d'une blessure singulière en 1806 pris la forme d'un documentaire : https://sciences.sorbonne-universite.fr/actualites/qui-es-tu-christophe-cros-une-enquete-signee-sorbonne-universite puis d'un ciné-débat.
Depuis mars 2025, les collections médicales et d'anatomie pathologique sont accessibles en ligne sur le portail des collections scientifiques et patrimoniales de Sorbonne université, SorbonNum+ : https://colluniv.sorbonne-universite.fr/ 

## Inventaire

Opération d'un bec de lièvre, avant et après opération. Cire anatomique conservée au sein des collections d'anatomie pathologique Dupuytren, collections médicales de Sorbonne Université.

### Cires et préparations anatomiques
Les pièces les plus spectaculaires, dont certaines sont parmi les plus anciennes, sont des représentations en cire de diverses lésions disséquées ou non disséquées. Certaines cires montrent les préoccupations didactiques de leurs auteurs. On peut ainsi voir trois moulages successifs à trois stades différents de la dissection d'un même anévrysme syphilitique de Chaussier et deux pièces de bec de lièvre représentées avant et après opération. L'opérateur était Antoine Dubois (1756-1837), et les interventions datent de 1799 et de 1800.
De la même époque que les premières cires datent des pièces glycérinées, et notamment plusieurs anévrysmes de l'aorte portant la signature de René Laennec (1781-1826) et diverses pièces d'injections vasculaires. Il y a également quelques sculptures sur bois, probablement de la fin du XVIIIe siècle, et diverses pièces ou lésions représentées en plâtre, en papier mâché, et en divers autres succédanés de la cire.

### Préparations ostéologiques

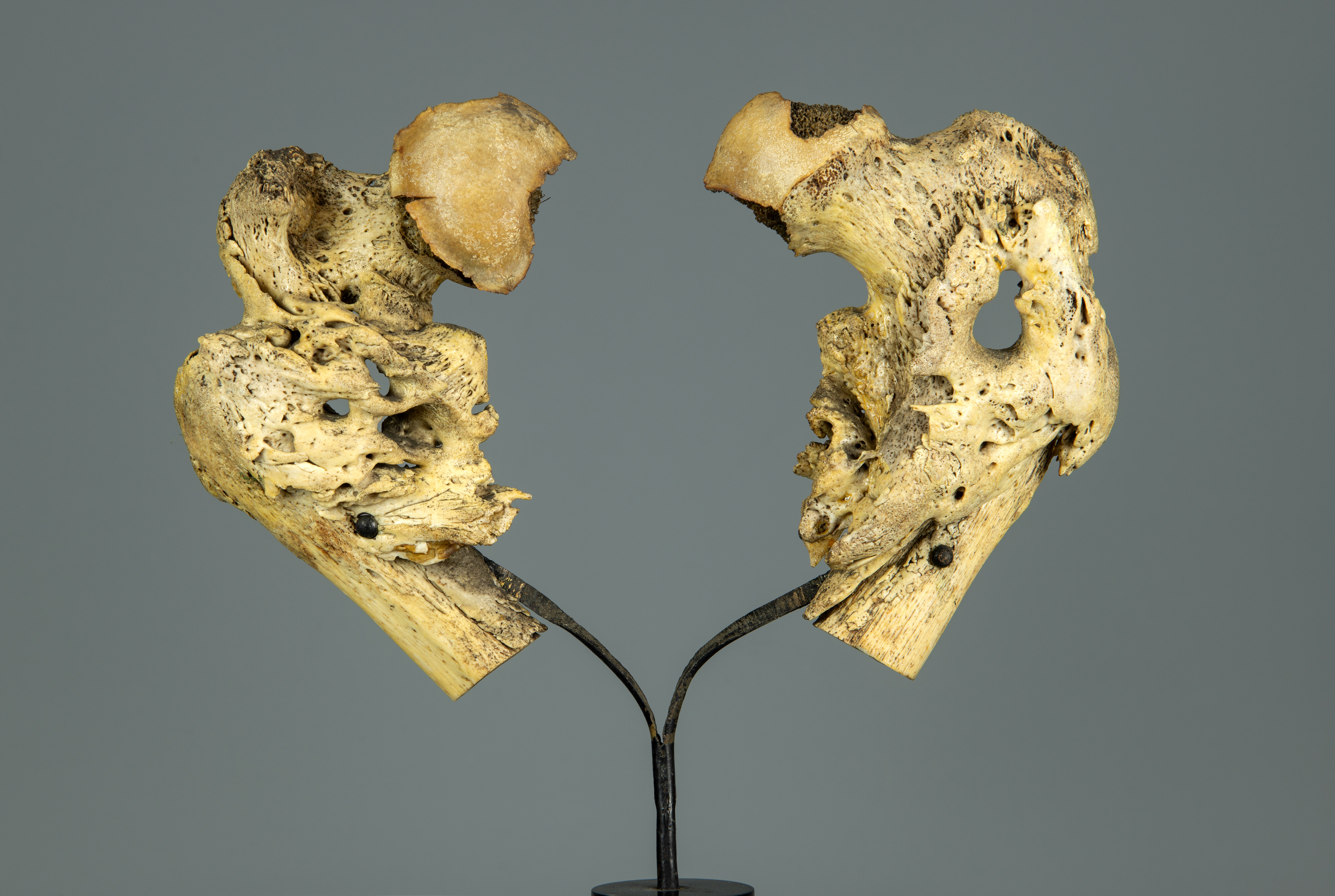
Extrémité supérieure d’un fémur gauche.

Si les cires sont les pièces les plus spectaculaires du musée, et sans doute celles dont la valeur historique et artistique est la plus grande, les pièces les plus nombreuses sont cependant des pièces osseuses. On en recense plusieurs milliers, allant du squelette complet aux crânes ou aux fragments osseux ou ostéo-articulaires. 
Le squelette le plus ancien est celui d'une prodigieuse ostéomalacie gravidique présentée à l'Académie de chirurgie en 1752. Le squelette le plus récent est celui d'un jeune noir atteinte de pian avec goundou, apporté en 1926 au musée par le médecin colonel Bothereau-Roussel. 
Entre ces deux dates, on déposa au musée toutes les variétés imaginables de tuberculoses ostéo-articulaires, de syphilis osseuses, de cals vicieux, d'ostéomyélites chroniques, de tumeurs osseuses, de rachitisme, de scolioses et de bassins dystociques.
Une des vedettes de la collection est le squelette du dénommé Marco Cazotte, ou plus communément "Petit Pépin" ou " Pipine", phocomèle parvenu à l'âge adulte dans la seconde moitié du XVIIIe siècle. Son squelette voisine avec sa statue en cire, le montrant tel qu'il s'exhibait dans les foires.

### Préparations humides

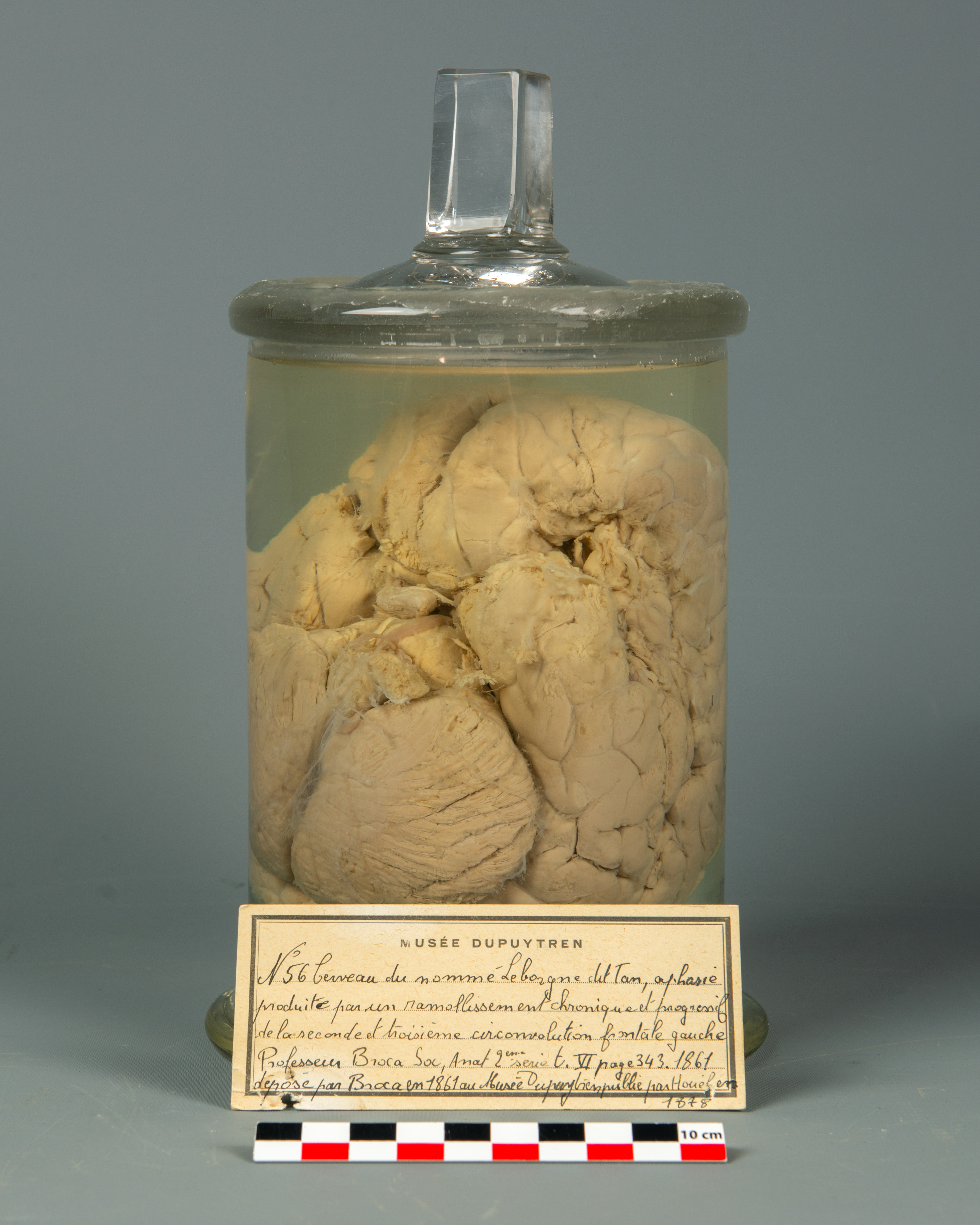
Cerveau de Louis Victor Leborgne.

La troisième catégorie d'articles du musée est constituée d'une grande série de bocaux contenant des pièces immergées dans un fixateur spécial nommé le Kaiserling III modifié (qui ne contient pas de formaldéhyde). Ces pièces sont en grande partie des pathologies disparues, au moins du monde occidental. Certaines ont une valeur historique unique, tel le cerveau de "Tantan", surnom donné au patient (qui s'appelait en, vérité Mr Leborgne) qui permit à Paul Broca (1824-1880) de décrire l'aphasie et d'élaborer la doctrine des localisations cérébrales.

### Photographies et instruments scientifiques

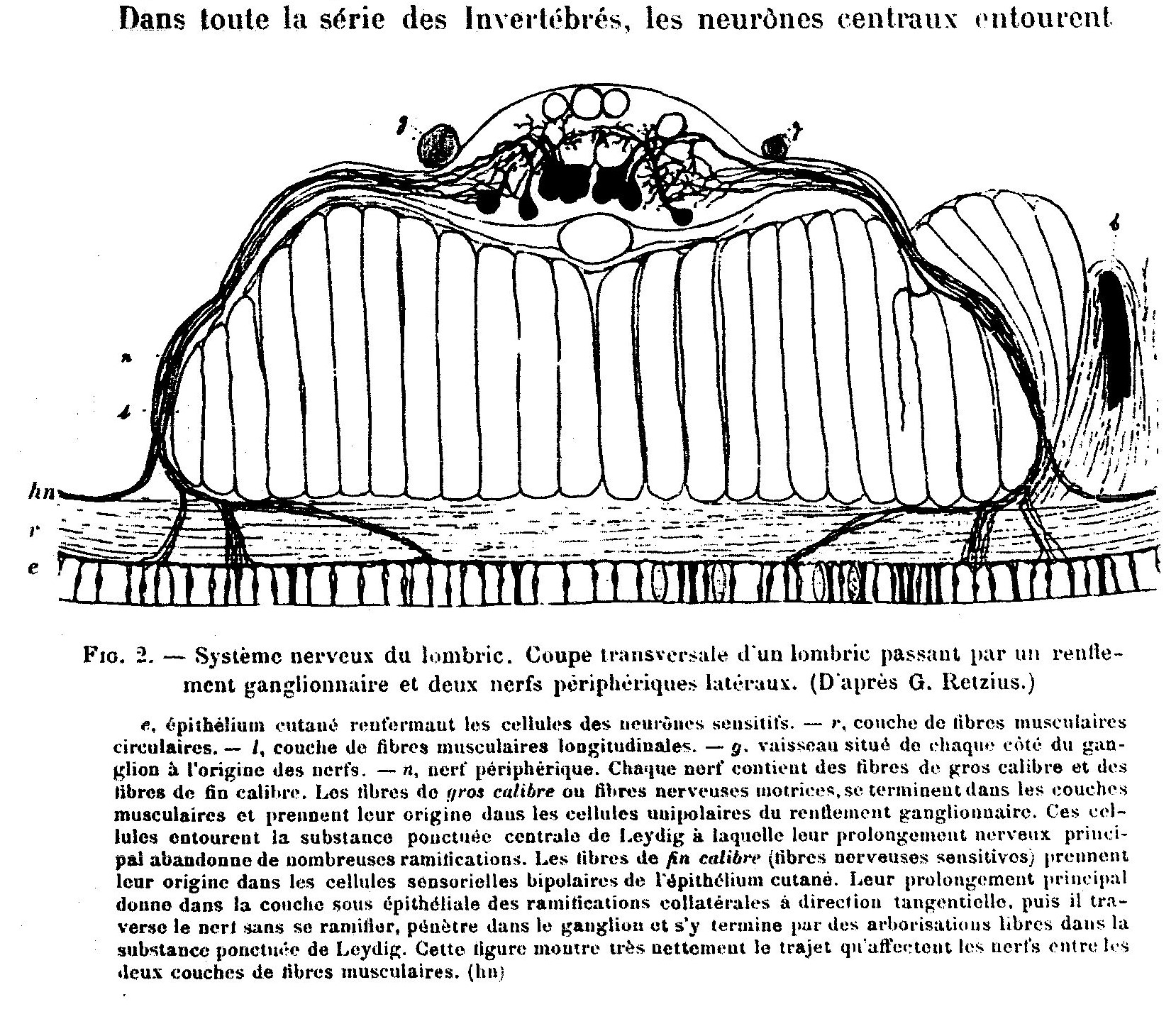
Schéma du système nerveux central du lombric tiré d'un ouvrage de Jules Dejerine.

La fondation Dejerine comporte la collection complète des tirages à part de Jules Dejerine (1849-1917), sa bibliothèque, les planches originales de son Anatomie du système nerveux central, ses microscopes, et ses collections de lames d'anatomie normale et de pathologie humaine et comparée. La série complète de photographies sur verre en noir et blanc des différentes sections du système nerveux central qu'il utilisa pour son œuvre anatomique, et que l'on peut consulter grâce à un négatoscope spécial, a été conservée. Dejerine lui-même est photographié à son microscope en compagnie de sa femme, née Augusta Klumpke (1859-1927). D'origine américaine, elle fut la première femme interne des hôpitaux et sans doute aussi la première femme anatomo-pathologiste.
Il y a aussi l'ensemble des photographies macroscopiques faites par Désiré-Magloire Bourneville (1840-1909) sur tous les cerveaux des patients de l'hôpital de Bicêtre dont il eut à faire l'autopsie.

### Ouvrages, archives et dossiers de patients

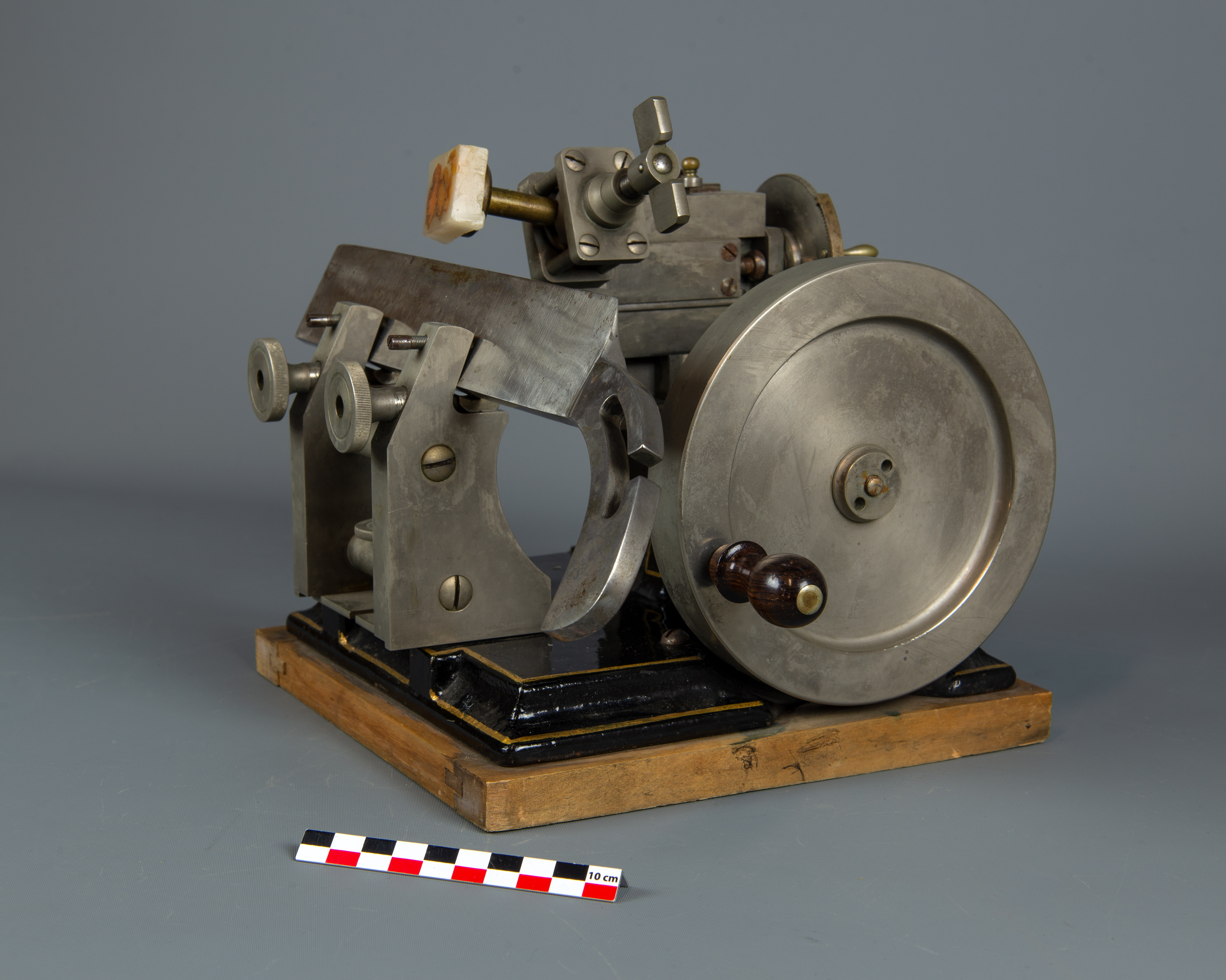
Microtome de Minot, dédié à la réalisation de coupes minces sur inclusion paraffinée.

La bibliothèque du musée Dupuytren possédait la plupart des ouvrages du XVIIIe siècle ou du XIXe siècle où il est question d'anatomie pathologique. Il y a ainsi deux exemplaires des ouvrages de Bonnet, plusieurs exemplaires des œuvres de Morgagni, des ouvrages de Bichat, Laennec et leurs contemporains. La thèse de Dupuytren et la thèse de Cruveilhier figurent dans les recueils de thèses du premier quart du XIXe siècle. On trouve les atlas de Cruveilhier et de Lebert, ainsi que les ouvrages de Letulle et un exemplaire des œuvres complètes d'Hippocrate et de Galien ayant appartenu à Dupuytren.
A l'occasion du transfert du musée à Jussieu, la bibliothèque qui était pour l'essentiel celle de la Société anatomique a été transférée, avec les archives de la Société, à la bibliothèque interuniversitaire de santé.

## Évocations dans la culture
Le musée est fréquemment cité et même visité par les protagonistes de L'Anneau de Moebius, roman de Franck Thilliez (2008).